# Eviota mikiae
Eviota mikiae là một loài cá biển thuộc chi Eviota trong họ Cá bống trắng. Loài cá này được mô tả lần đầu tiên vào năm 2001.

## Từ nguyên
Loài cá này được đặt theo tên của Miki Tonzukag, người đã hỗ trợ công việc thu thập cá trong cuộc khảo sát đảo Weh, nơi mà mẫu gốc của E. mikiae được thu thập.

## Phạm vi phân bố và môi trường sống
E. mikiae có phạm vi phân bố rải rác ở Ấn Độ Dương. Loài cá này được tìm thấy ở xung quanh quần đảo Comoro, phía bắc Madagascar và quần đảo Amirante (Seychelles); quần đảo Chagos và Maldives; biển Andaman (thuộc bờ biển Thái Lan) và đảo Sumatra (Indonesia). Chúng sống gần các rạn san hô ở độ sâu khoảng từ 6 đến 25 m.

## Mô tả
Chiều dài cơ thể tối đa được ghi nhận ở E. mikiae là 3,5 cm.
Số gai ở vây lưng: 7; Số tia vây mềm ở vây lưng: 9; Số gai ở vây hậu môn: 1; Số tia vây mềm ở vây hậu môn: 8.